# Temple des millions d'années de Ramsès III

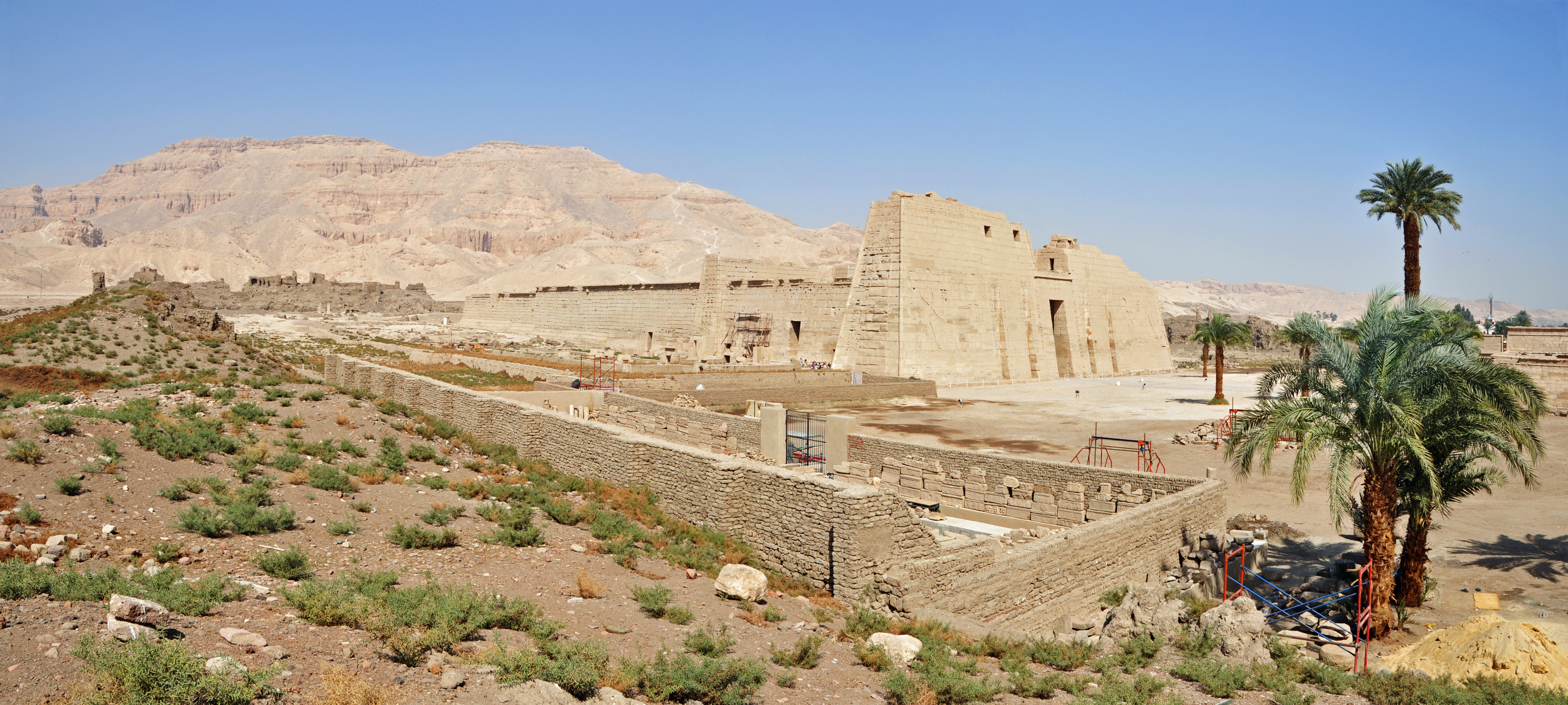
Vue générale du temple

Le temple des millions d'années de Ramsès III est un monument dédié au culte de ce pharaon. Construit à Médinet Habou sur la rive ouest du Nil, face à  Thèbes, il ne fut complètement terminé qu'après le décès du souverain vers -1154.

## Enceinte principale
Le temple, long de cent cinquante mètres, est d'un plan commun, proche du temple funéraire de son prédécesseur, Ramsès II. En effet Ramsès III chercha à rétablir la grandeur de l'Égypte de son illustre ancêtre. Dès son accession au trône il entreprit alors de bâtir son temple jubilaire qui restera l'un des plus vastes de la nécropole de Thèbes.

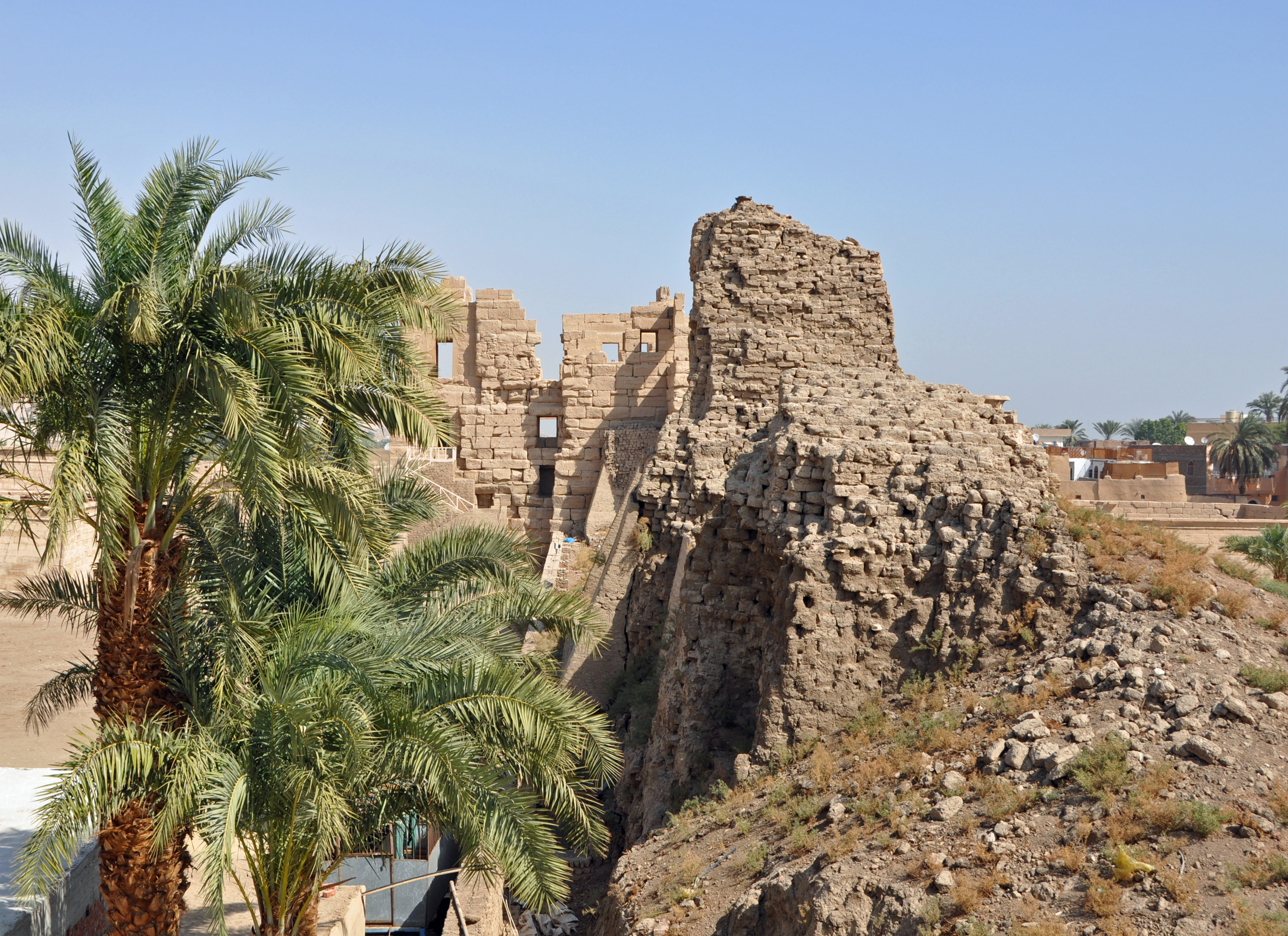
Mur de briques crues en lits horizontaux de la première enceinte

Plutôt bien conservé, il est entouré d'une enceinte de briques en terre crue qui a peut-être été fortifiée et qui enserre l'ensemble des monuments du site. Signe des temps, (Ramsès III eut à repousser dès l’an cinq de son règne une invasion du pays), le roi décida de garantir la sécurité de sa fondation jubilaire par une puissante enceinte comprenant uniquement deux accès à l’ouest et à l’est.
L'entrée d'origine se fait par une grande porte à l'est, le migdol, qui était conçue sur le modèle des portes fortifiées des forteresses syriennes et dont on a de nombreuses représentations sur les reliefs décrivant les campagnes militaires des grands pharaons conquérants comme Thoutmôsis III, Séthi Ier ou encore Ramsès II. À l'ouest de l'enceinte, symétriquement au migdol, se trouvait un second accès probablement sous la même forme mais dont il ne subsiste que les premières assises.
L’enceinte comprenait plusieurs sections qui abritaient de nombreux monuments ainsi qu’une véritable ville destinée au personnel du temple et du palais du roi qui jouxtait le temple principal.
Dans l’axe du portail d’entrée on trouve :
- au sud, les chapelles funéraires d'Amenardis Ire, de Chepenoupet II et de Nitocris Ire, toutes trois adoratrices d'Amon ;
- au nord le temple d'Amon de Djemé.

## Temple des millions d’années
Le temple de Ramsès III adopte un plan défini et qui sera le prototype des grands temples des périodes ultérieures : deux grands pylônes séparant deux cours aux péristyles, précédant la zone du sanctuaire.
La première entrée, porte monumentale encadrée des deux imposants môles du grand pylône, donne dans une cour ouverte bordée de deux portiques. Le premier au nord est composé de pilastres enserrés de statues massives de Ramsès III représenté en position osiriaque mais vêtu du pagne royal et coiffé d’une couronne solaire. Le second au sud est composé de colonnes papyriformes à chapiteaux ouverts et forme le portique royal. En effet le mur comprend une « fenêtre des apparitions », ainsi que deux portes donnant sur un palais royal qui se trouve à l’extérieur du temple. Il devait être utilisé par le souverain et la cour lors des cérémonies qui se déroulaient ici chaque année lors de la « Belle fête de la vallée », l’une des principales fêtes de Thèbes. D'aucuns pensent que ce palais, au vu de ses dimensions assez réduites, n'était qu'un palais rituel sans autre destinée que de jouer le rôle de palais pour le ka royal. De ce fait il n'aurait jamais été utilisé...
Quoi qu’il en soit il est composé d’un vestibule hypostyle, servant de salle d’attente, donnant sur une salle d’audience, plus petite, avec deux colonnes encadrant un podium sur lequel devait se trouver le trône du roi. Derrière cette salle se trouvaient les appartements royaux avec une antichambre, une chambre et une salle de bains. À l’est du vestibule on accédait à un couloir menant à une série d’appartements annexes dans lesquels on a voulu voir le harem du roi. À l’ouest du vestibule une porte donnait sur un portique qui bordait un jardin agrémenté d’un bassin, et donnant sur différents bâtiments administratifs. Ce palais est conservé sur ses premières assises et a été remanié au courant du règne de Ramsès III.
Le second pylône mène dans une seconde cour péristyle dans laquelle se trouvaient autrefois des colosses royaux. L’ensemble de ces cours a conservé sa couverture ce qui a protégé durablement les fresques et reliefs du temple. Ainsi on peut admirer des plafonds au bleu profond couverts d’étoiles, des scènes religieuses et militaires sur les murs qui ont gardé une fraicheur extraordinaire. De même la plupart des colonnes ont conservé leurs pigments ce qui nous permet d’avoir une idée assez précise de l’aspect d’un temple dans l’Antiquité. Chaque mur, chaque colonne, chaque plafond, chaque corniche, chaque hiéroglyphe, tout était peint de couleurs vives.
Cette seconde cour donnait à travers un portique accès à une troisième entrée, cette fois sans pylône, qui menait à la salle hypostyle - laquelle a perdu son plafond. En effet en l’an -27, l’ensemble de la région fut victime d’un séisme qui affecta la plupart des monuments de Thèbes. Médinet Habou n’y échappa pas et la salle hypostyle s’effondra. Elle est aujourd’hui réduite aux premières assises des colonnes, qui restent cependant imposantes et est entourée d’une série de chapelles qui ont été restaurées et qui, elles, ont conservé leurs décors peints.
Le sanctuaire a lui aussi souffert des vicissitudes de l’histoire et si on peut reconnaître son emplacement dans l’axe de la première salle hypostyle, le naos à lui disparu.

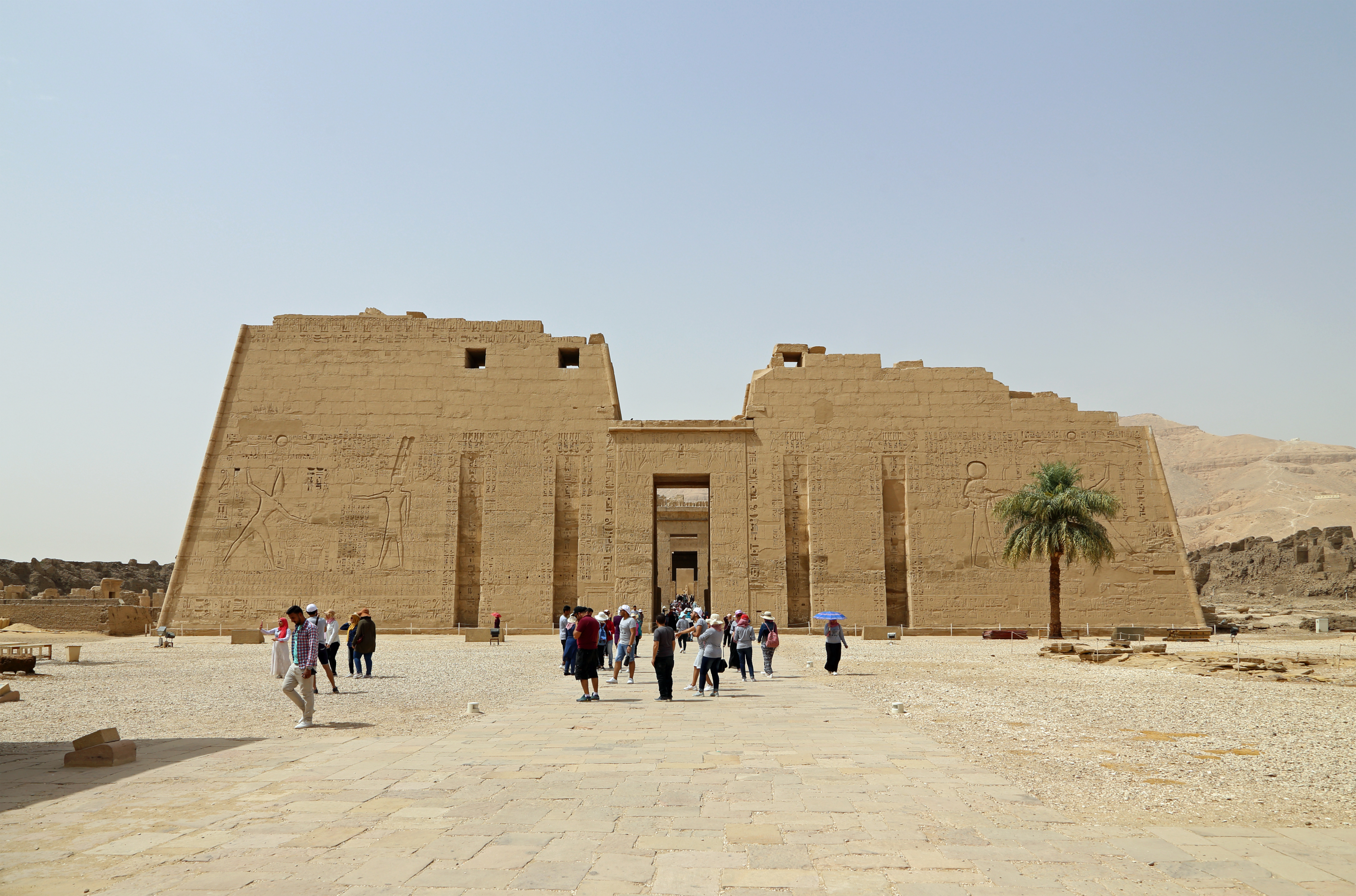
Premier ou grand pylône
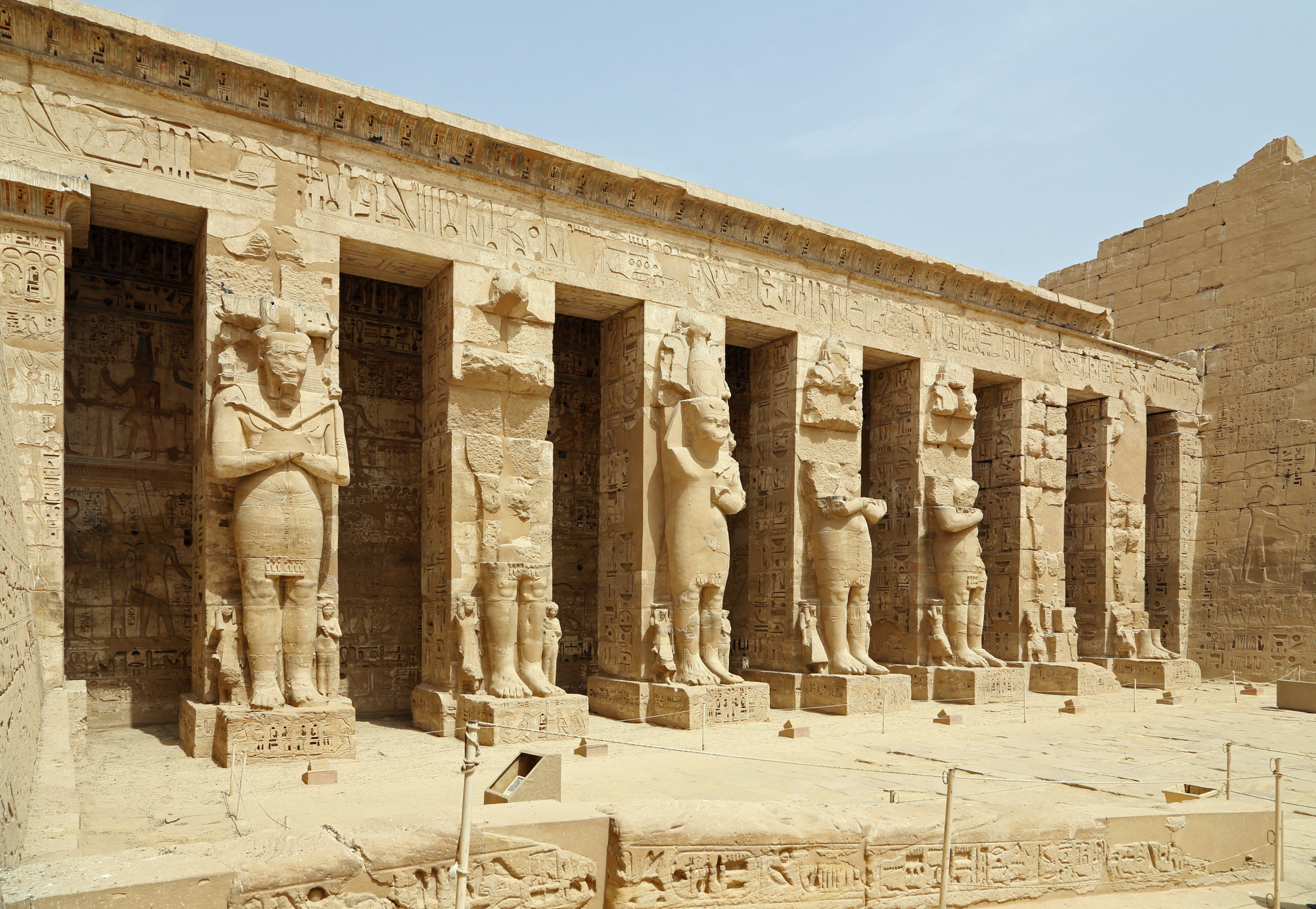
Première cour
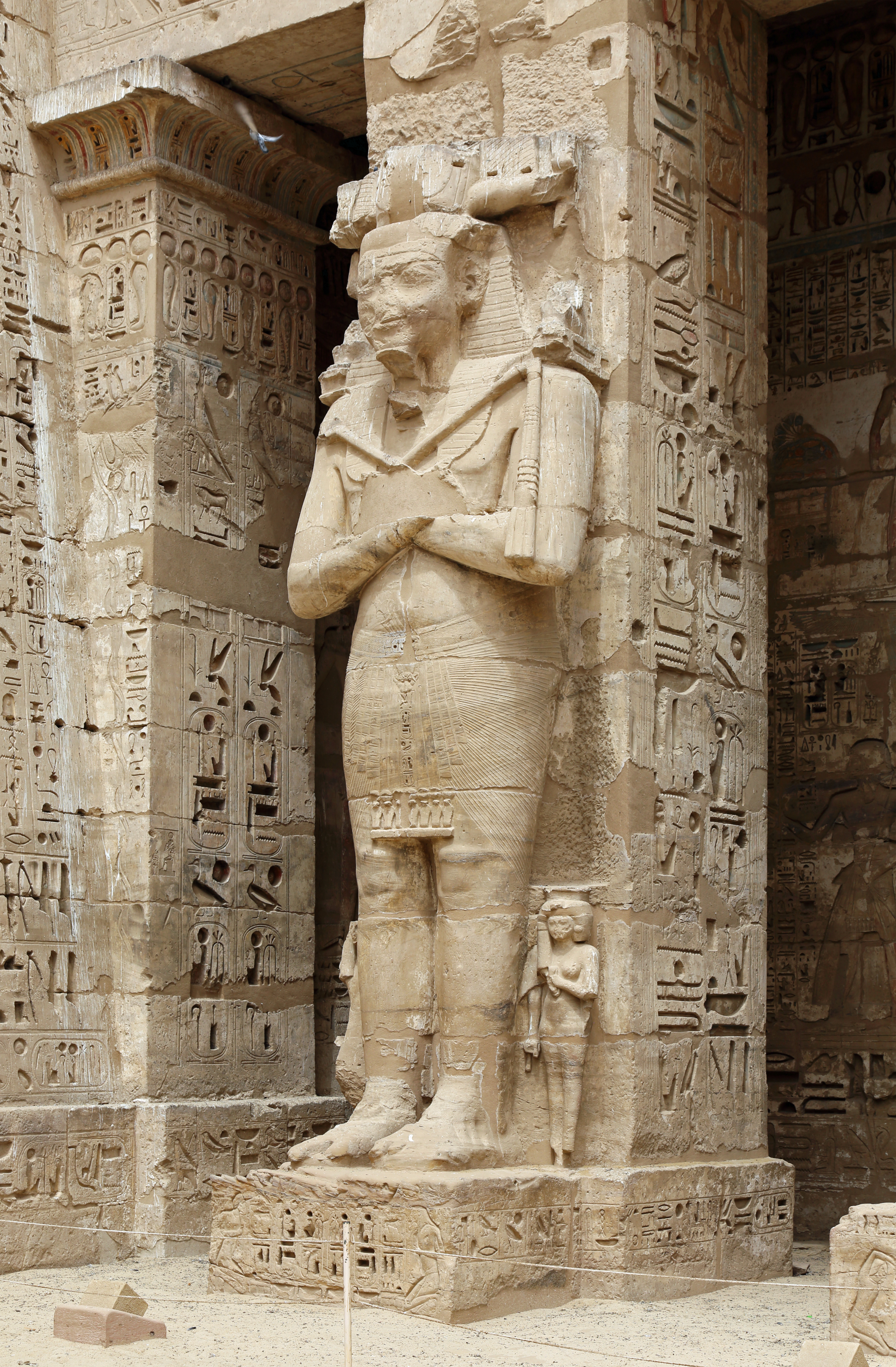
Première cour: statue de Ramsès III
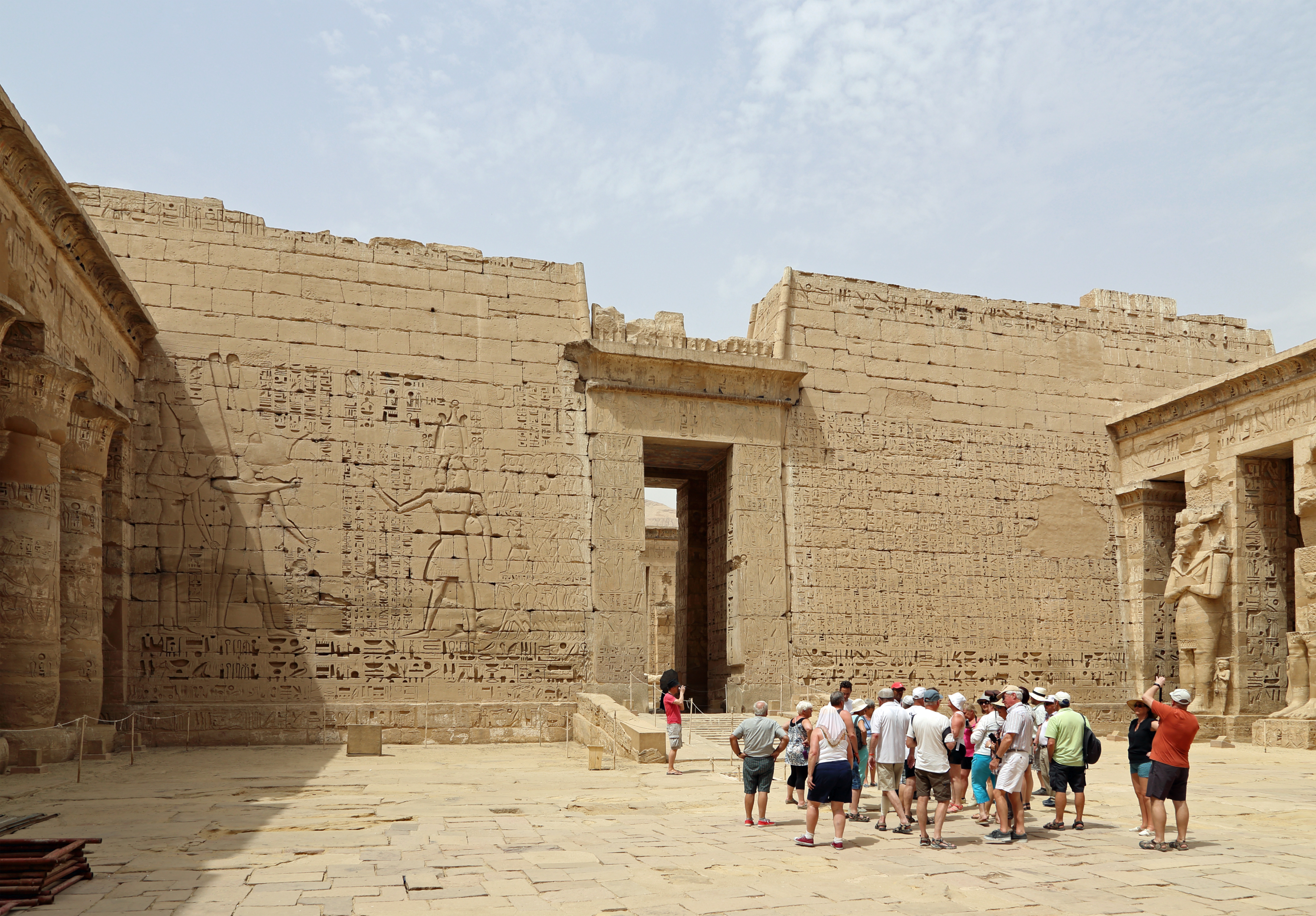
Première cour et deuxième pylône
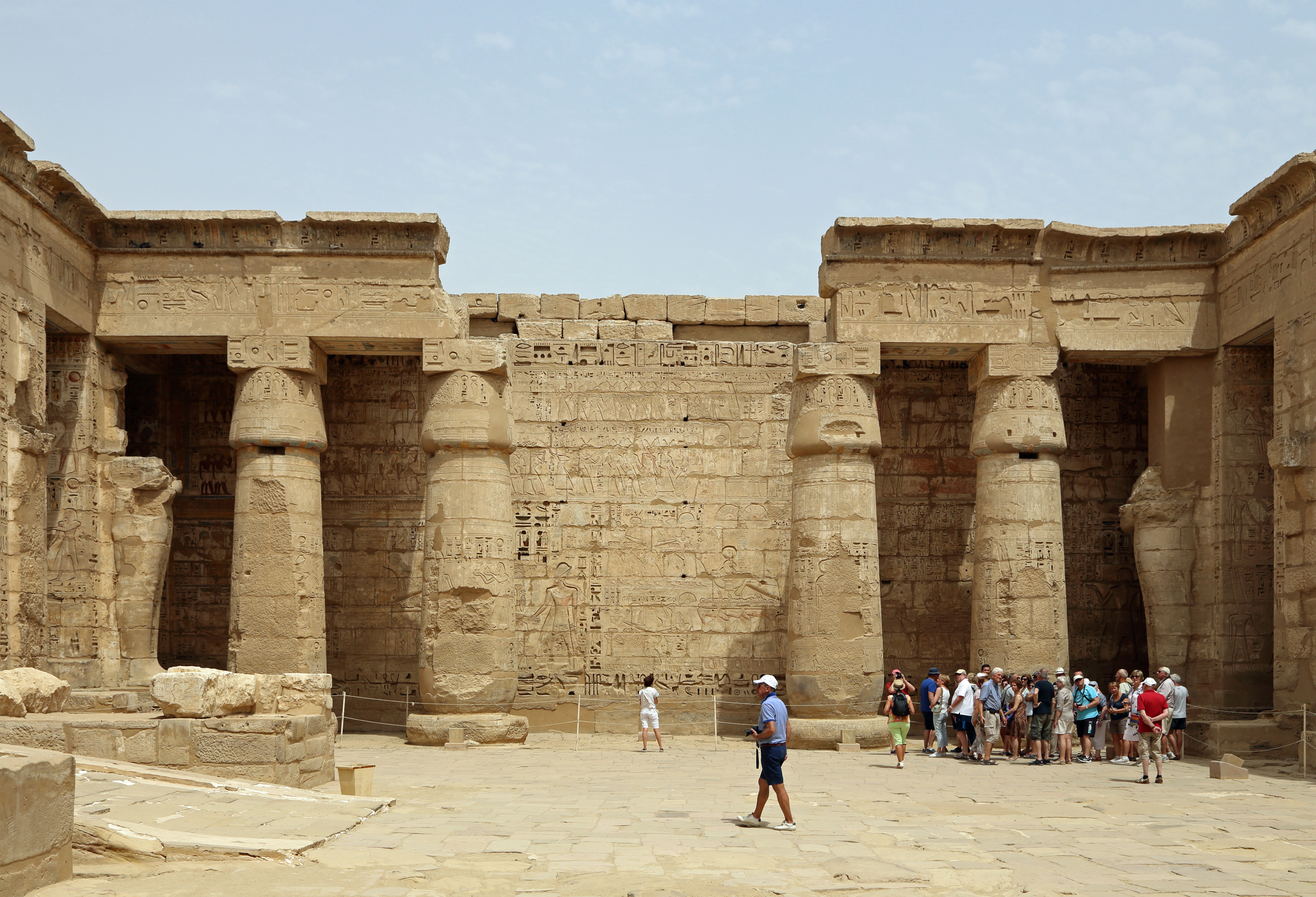
Deuxième cour: côté nord-est
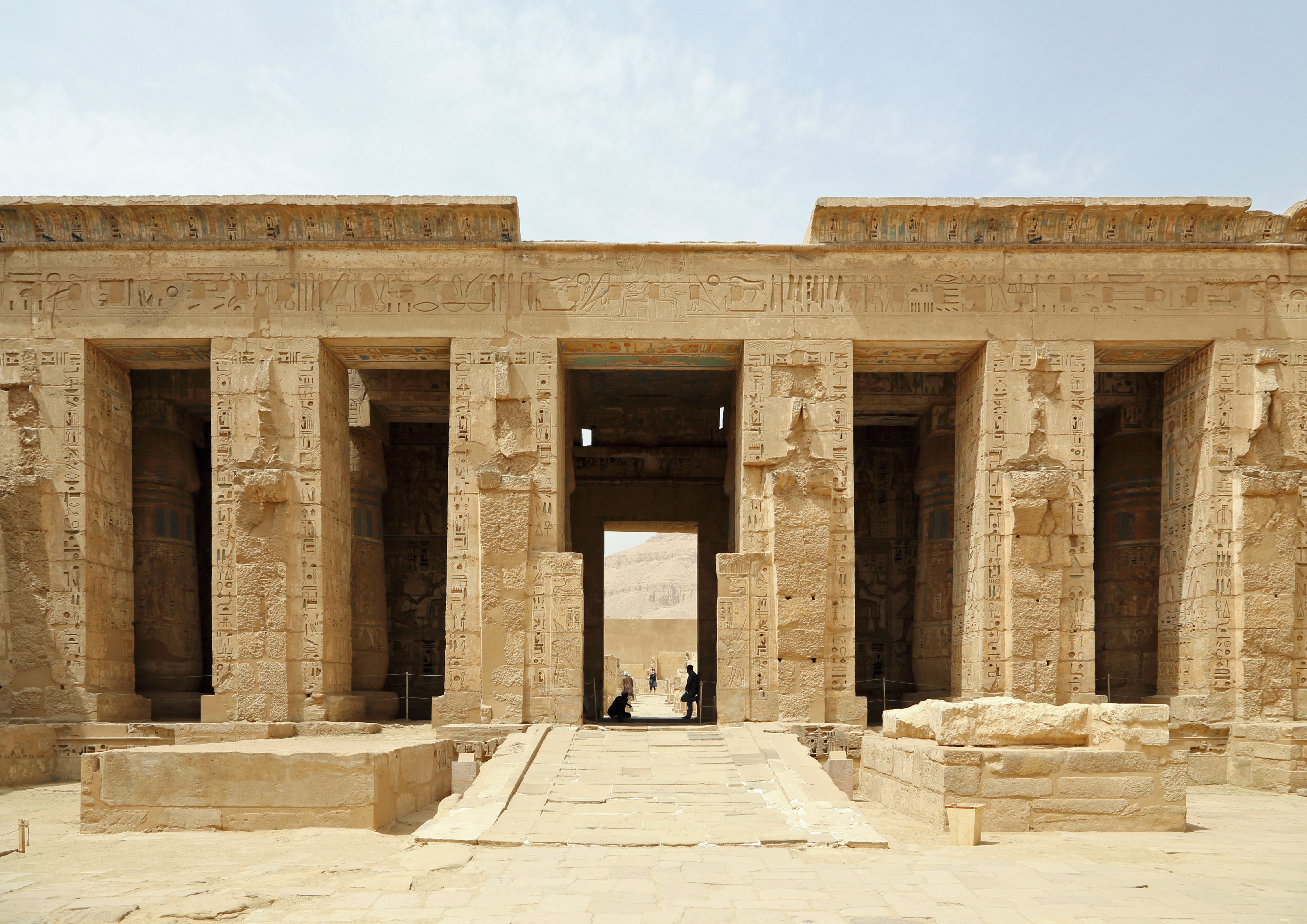
Deuxième cour, avec portique au nord-ouest
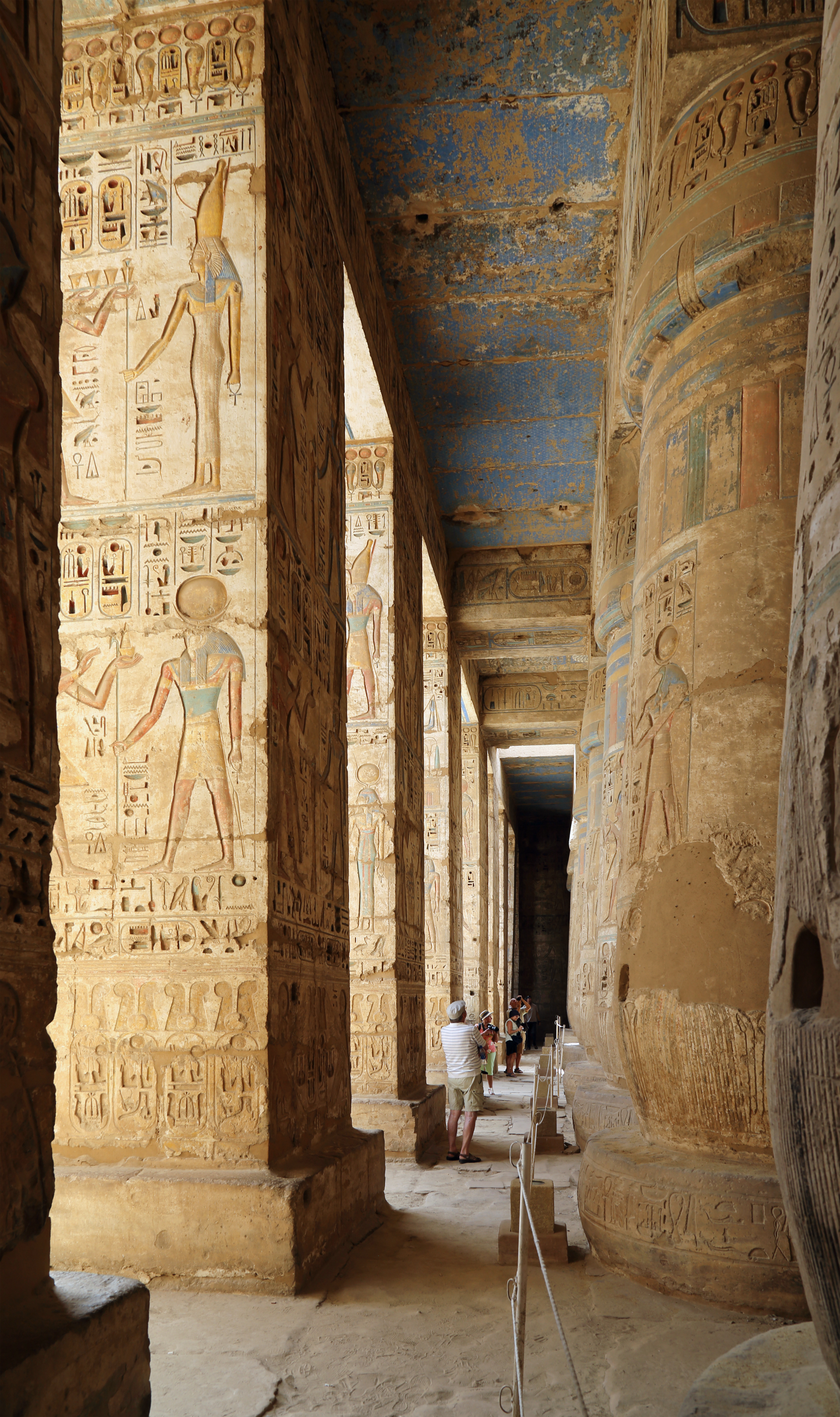
Vue intérieure du portique de la deuxième cour
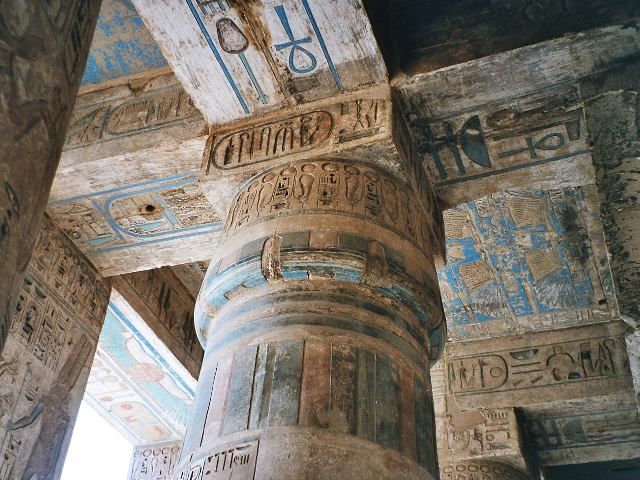
Plafond et colonnes décorés du même portique
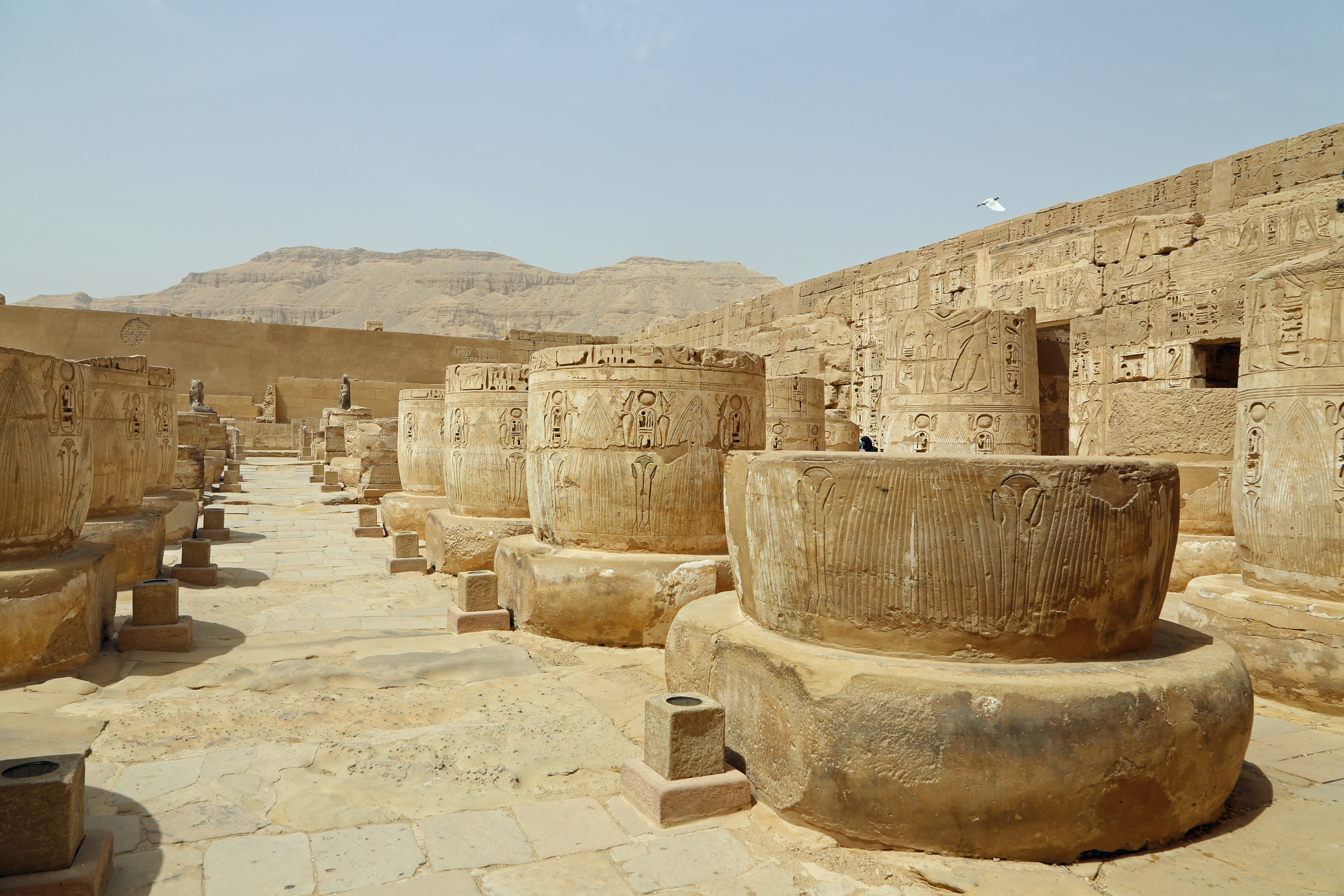
Grande salle hypostyle
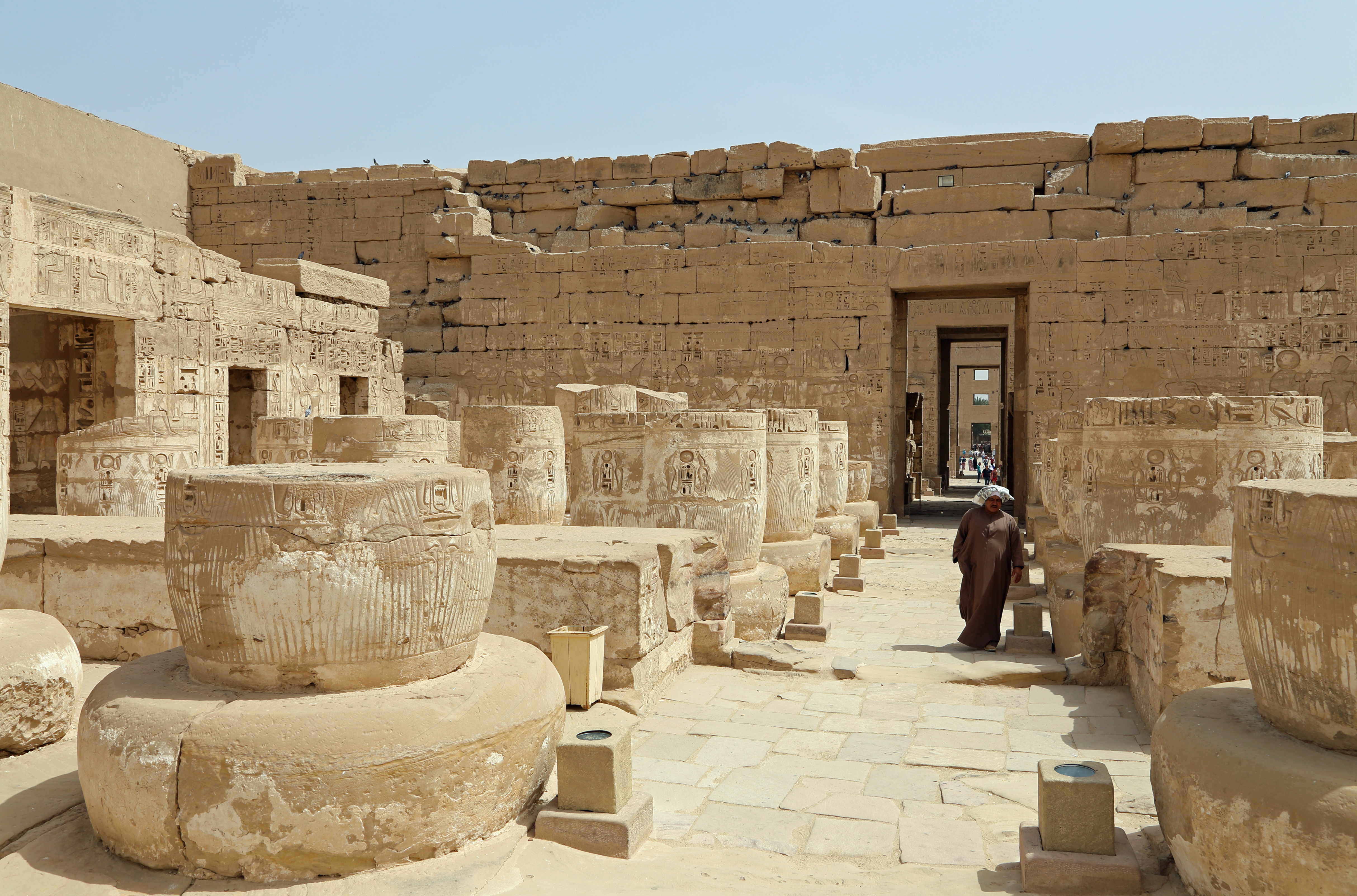
Salles hypostyles
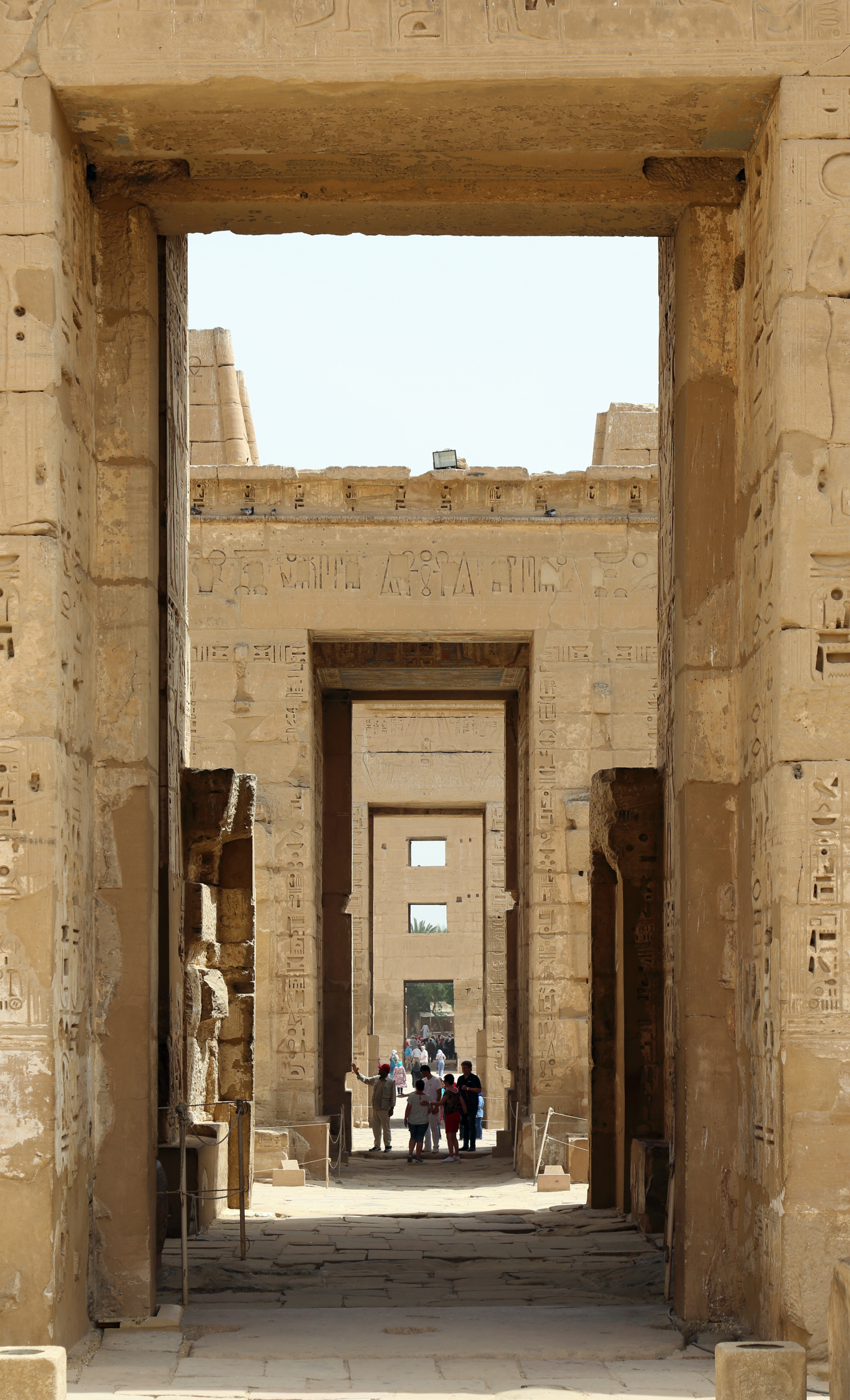
Vue en enfilade en direction du sud-est

## Histoire du temple

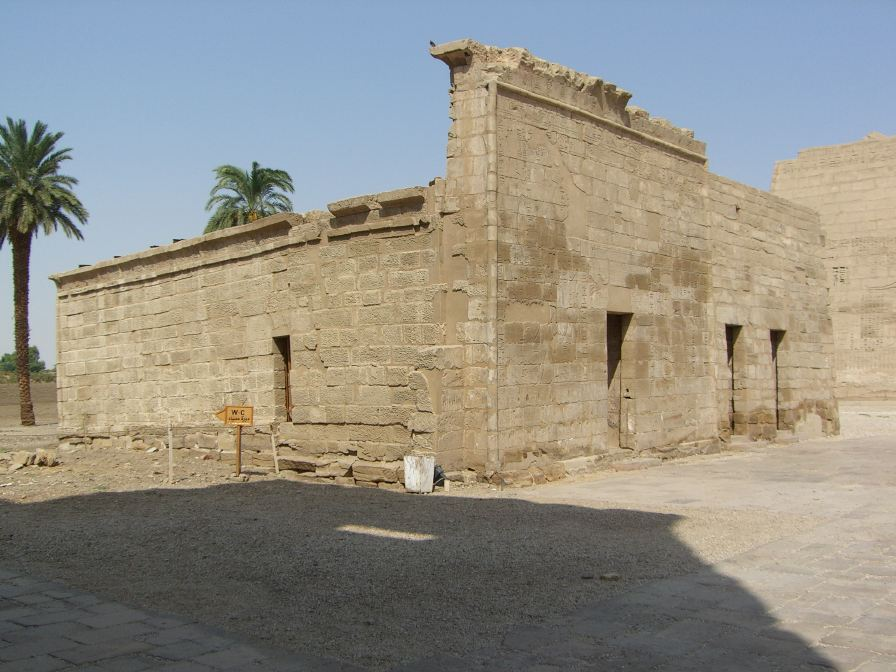
Vue des chapelles funéraires des divines adoratrices d'Amon

Le temple de Ramsès III devint le temple dynastique par excellence. À l’instar du Ramesséum, le roi y fit figurer sa descendance et il est probable que le temple servit au culte funéraire des successeurs de Ramsès III.
Avec l’anarchie qui suivra la fin de la XXe dynastie, le temple et son enceinte fortifiée servit de refuge au peuple de Thèbes en lutte avec des incursions de nomades venant du désert occidental et qui pillèrent la région lors des XXIe et XXIIe dynasties.
À cette époque nous pouvons imaginer que les grands temples de millions d’années des souverains ramessides formaient des forteresses dont Médinet Habou était sans nul doute la plus imposante.
À la Basse Époque, le temple continua à fonctionner et les tombes des divines adoratrices d'Amon furent aménagées dans l’enceinte du temple à l’instar des tombes royales trouvées à Tanis. Les divines adoratrices étaient des filles royales qui se consacraient à la prêtrise du dieu Amon et occupaient la charge de représenter le roi à Thèbes. Elles choisirent d’établir leur sépulture au plus près du sanctuaire de Djemé qui restait à cette époque l’un des lieux saints de la région.
Par la suite avec les monarques gréco-romains le site fut peu à peu transformé en ville dont l’enceinte principale occupait le centre. C’est du nom même de Djemé ou Djemaï que les Grecs par déformation nommèrent la ville Thébaï, qui donnera par la suite Thèbes, homonyme de la Thèbes grecque.
La ville resta concentrée autour du site et durant la période copte, une église, qui a été retirée depuis, fut installée dans la seconde cour du temple de Ramsès III. Les graveurs coptes ont également détérioré les gravures égyptiennes et les dessins sur les colonnes, et l’on pouvait encore voir au début du XXe siècle les colonnes à chapiteaux corinthiens qui soutenaient le toit de l’église chrétienne.
À la fin de l’Antiquité, et avec l’invasion arabe, le site fut peu à peu abandonné et recouvert par des monticules de décombres.

## Fouilles modernes
Le premier Européen à décrire le temple dans la littérature moderne est Dominique Vivant Denon, qui l'a visité en 1799-1801. Jean-François Champollion l'a décrit en détail en 1829.
Les premières fouilles du temple ont eu lieu sporadiquement entre 1859 et 1899, sous les auspices du Département des Antiquités. Au cours de ces décennies, le temple principal a été dégagé et un grand nombre de bâtiments de l'époque gréco-romaine, y compris une importante église byzantine dans la deuxième cour, ont été détruits sans qu'aucune note ni aucun enregistrement n'aient été faits.
La poursuite des fouilles, l'enregistrement et la conservation du temple ont été facilités en grande partie par les études architecturales et épigraphiques de l'Institut oriental de l'université de Chicago, presque sans interruption depuis 1924.